# Hino do estado do Amazonas
O Hino do Amazonas foi instituído pela Lei nº1404 de 1 de setembro de 1980, após a existência informal de vários outros, executados com esta prerrogativa. Resultou de um concurso público.
A música é do maestro amazonense Cláudio Santoro e a letra do poeta Jorge Tufic Alaúzo.

## Letra
Nas paragens da história o passado
é de guerras, pesar e alegria,
é vitória pousando suas asas
sobre o verde da paz que nos guia.

Assim foi que nos tempos escuros
da conquista apoiada ao canhão,
nossos povos plantaram seu berço,
homens livres, na planta do chão.

Amazonas, de bravos que doam,
sem orgulho nem falsa nobreza,
aos que sonham, teu canto de lenda,
aos que lutam, mais vida e riqueza.

Hoje o tempo se faz claridade,
só triunfa a esperança que luta,
não há mais o mistério e das matas
um rumor de alvorada se escuta.

A palavra em ação se transforma
e a bandeira que nasce do povo
liberdade há de ter no seu pano,
os grilhões destruindo de novo.

Amazonas, de bravos que doam,
sem orgulho nem falsa nobreza,
aos que sonham, teu canto de lenda,
aos que lutam, mais vida e riqueza.

Tão radioso amanhece o futuro
nestes rios de pranto selvagem,
que os tambores da glória despertam
ao clarão de uma eterna paisagem.

Mas viver é destino dos fortes,
nos ensina, lutando, a floresta,
pela vida que vibra em seus ramos,
pelas aves, suas cores, sua festa.

Amazonas, de bravos que doam,
sem orgulho nem falsa nobreza,
aos que sonham, teu canto de lenda,
aos que lutam, mas vida e riqueza.

## Discurso do Governador José Lindoso
Proferido de improviso na abertura da semana da Pátria e semana do Amazonas, dia 1.º de setembro de 1980, às 8 h, na Praça do Congresso, momento em que fez o lançamento oficial do Hino do Amazonas'
| “ | Em todo esse decorrer de tempo, lutas foram travadas na busca de conquistar a autonomia do Estado do Amazonas, para que ele se transformasse numa força política dentro da Pátria Brasileira, animado pelas mesmas forças, pelos mesmos sentimentos de brasilidade, mas consciente de uma identidade histórica, na busca de uma personalidade cultural. E essas lutas todas representam hoje aquele esforço cristalino que está no Hino do Amazonas, esse hino que evoca as conquistas tão puras, as conquistas de bravos realmente, mas as conquistas cheias de sangue, de injustiças, talvez, no domínio do índio, na afirmação de todo esse sofrimento, ora de tragédia, ora de afirmações brilhantes, numa nova nacionalidade. Os caprichos da história são caprichos às vezes terríveis e o sangue do índio subjugado iria ressurgir na força de uma nova Pátria, transfundido na cultura do europeu, na afirmação, no estado de uma consciência da América, de uma consciência do Brasil e de uma consciência da Amazônia e, mais do que isso, de uma consciência do Amazonas como participante decisivo no processo histórico de nossa Pátria. A afirmação, portanto, que contém o Hino, do momento, do passado, da crença e da esperança do presente e da afirmação de uma melhor história para o futuro, representam três instantes na eternidade do tempo. O Hino é, portanto, a expressão de tudo o que está dentro dos nossos corações. Ele fala, na musicalidade e na expressão da sua letra, de todos os nossos anseios, impulsionados pela nossa tradição, traduzindo a síntese do milagre da história na afirmação de uma nova nacionalidade. Não tínhamos um hino oficial e queremos participar da história, tecer a história como membros da comunidade brasileira, conscientes de que a nossa participação no futuro será crescentemente marcada. Somos detentores de um grande patrimônio que a natureza nos legou, de florestas e de rios, que deve ser mobilizado conscientemente a serviço da humanidade e a serviço do Brasil. O Hino traz, entranhado nas suas expressões, na sua sublimidade, esse sentido profundo da harmonia de civilização que vamos construir com a própria natureza. É a floresta que vai nos ensinar, também, ao sopro dos ventos e no vigor dos ramos, na beleza das flores e no canto das aves, que seremos grandes quando soubermos ser grandes pelo amor à natureza, pelas responsabilidades com a sociedade e pelo pensamento eterno de que o Amazonas é grande por que grande é o Brasil e o Brasil é grande por que nós, pela força de nossos músculos, pela capacidade de nossa inteligência e pela determinação da nossa história, vamos fazê-lo sempre eterno. | ” |

## Lei
A Lei nº 1.404, de 1º de setembro de 1980 aprova o Hino do Amazonas, dispõe sobre sua forma e apresentação e dá outras providências.